# Lammhultesjön
Lammhultesjön är en sjö i Oskarshamns kommun i Småland och ingår i Virån-Emåns kustområde. Sjön är 1,5 meter djup, har en yta på 0,182 kvadratkilometer och är belägen 35,1 meter över havet. Sjön avvattnas av vattendraget Applerumeån (Smältekvarnbäcken).

## Delavrinningsområde
Lammhultesjön ingår i det delavrinningsområde (634469-153559) som SMHI kallar för Mynnar i havet. Medelhöjden är 30 meter över havet och ytan är 36,02 kvadratkilometer. Det finns ett avrinningsområde uppströms, och räknas det in blir den ackumulerade arean 107 kvadratkilometer. Avrinningsområdets utflöde Applerumeån (Smältekvarnbäcken) mynnar i havet. Avrinningsområdet består mestadels av skog (79 procent). Avrinningsområdet har 0,4 kvadratkilometer vattenytor vilket ger det en sjöprocent på 1,1 procent.